# Jenny Scordamaglia
Jennifer Scordamaglia (Jersey City, Nueva Jersey, 16 de septiembre de 1988), más conocida como Jenny Scordamaglia, es una actriz, modelo, presentadora de televisión y productora estadounidense de madre colombiana y padre uruguayo de origen italiano.
Es famosa sobre todo por sus apariciones en las series VidBlogger Nation (emitida del 5 de septiembre al 21 de noviembre de 2011), Nude Beach News (2014), las películas de terror Hell Glades y Bikini Swamp Girl Massacre (ambas dirigidas por Aiden Dillard en 2013 y 2014, respectivamente) y fundadora junto con su esposo, el productor argentino Enrique Benzoni, del enclave naturista llamado Energy Paradise, en Tulum (México), así como del canal de entretenimiento Miami TV, en el que ha presentado programas como Jenny Live, Miami Caliente (galardonado con el premio Águila de Cristal, promovido por la cadena ALP [Latin Advertising Association], de Caracol International) o Naked Kitchen, en los que acostumbra a lucir prendas extremadamente cortas y escotadas, hacer toples o mostrarse en ocasiones completamente desnuda.
Sobre su infancia y primeras actividades artísticas cabe destacar que con solo tres meses de edad se mudó con su familia a Uruguay, más concretamente a caballo entre la ciudad de Tacuarembó (donde asistió a una escuela bilingüe privada) y una finca cercana a la misma (lo que muy probablemente despertó su inclinación por los deportes extremos y la vida al aire libre), en las que residió hasta comienzos de los años 2000, en que regresó a los Estados Unidos.
Con quince años se matriculó en una escuela de modelos a la vez que apareció en las revistas Cosmopolitan, Seventeen, Pageantry y Teen Vogue.
Corresponden también a este periodo marcado por su participación en numerosos eventos, promociones y sesiones fotográficas su papel protagonista de un videoclip de la banda Los Iracundos lanzado por Sudamérica y Europa, y su trabajo desde finales de 2008 como parte del equipo de Channel 8 de Miami.
Actualmente sale totalmente desnuda para Miami Tv en diversos programas, además de contar con un sitio de energía positiva donde realizan actividades de sexo tántrico basado en la energía que ella emana de su piel y que es la razón por la que la estrella normalmente esta desnuda.

## Filmografía (selección)

### Televisión
| Año  | Título original            | Personaje          | Director      |
| ---- | -------------------------- | ------------------ | ------------- |
| 2013 | Hell Glades                | Tonya              | Aiden Dillard |
| 2014 | Bikini Swamp Girl Massacre | Tonya              | Aiden Dillard |
| 2023 | Naked Energy               | Jenny Scordamaglia |               |

| Año  | Serie             | Capítulos emitidos | Personaje |
| ---- | ----------------- | --- | --------- |
| 2011 | VidBlogger Nation | South Florida: Under Exposed/Over Exposed South Florida: Plenty of Fish South Florida: People Search South Florida: Love Is in the Air South Florida: Don't Kill the Messenger South Florida: Amateur Hour South Florida: Hot! Hot! Hot! South Florida: Dream Movie Moments South Florida: Gone with the Games South Florida: Free Galleries South Florida: Beach Front Fun South Florida: Babes in Toyland South Florida: Topless Beauties South Florida: Taste of the City South Florida: Naturism South Florida: My Inner Pirate South Florida: Tattoo Shop South Florida: Music Mania South Florida: iHate/iLove South Florida: Massage Me South Florida: Humble Hotels South Florida: Bikini Discovery South Florida: Free Stuff South Florida: Best Buys South Florida: Ultimate Food South Florida: Trippin' Out South Florida: Sweetest Digs South Florida: Sexy in the City South Florida: Off Limits South Florida: Naked Cocktails South Florida: Tour of the City South Florida: Haunted Places South Florida: Cutest Thing South Florida: Celebrity Stalker South Florida: Best Friends Forever South Florida: Awesome Wi-Fi | Jenny     |
| 2014 | Nude Beach News   | Entrevista a Jenny Scordamaglia, presentadora de Miami TV | Jenny     |